# Zones terrestres abiotiques
Pour les articles homonymes, voir abiotique.
Localisation
Les zones terrestres abiotiques sont les parties de la surface terrestre émergée qui, en raison des facteurs climatiques extrêmes qui y dominent, n'hébergent aucune forme de vie. Majoritairement couvertes de roche et de glace, il s'agit notamment des glaciers, inlandsis et des calottes glaciaires. Ces zones recouvrent notamment la majorité des terres intérieures du Groenland et de l'Antarctique, une partie de l'Islande et de la cordillère patagonienne, ainsi que les régions de très haute altitude de l'Himalaya. Elles constituent une zone non comptabilisée (puisque abiotiques, donc sans biome) à inclure auprès des 14 grands biomes terrestres définis par le WWF.